# أولاف بيرغيرسن
أولاف بيرغيرسن هو كاتب غير روائي وضابط ومؤرخ عسكري وسياسي نرويجي، ولد في 2 يوليو 1880 في Strinda Municipality ‏ في النرويج، وتوفي في 17 ديسمبر 1973 في تروندهايم في النرويج. نشط حزبياً في حزب المحافظين. وقد انتخب نائب عضو برلمان النرويج ‏ عن دائرة Market towns of Sør-Trøndelag and Nord-Trøndelag counties ‏ وقد انضم خلال فترته النيابية ‏ (1934 – 1936) للكتلة البرلمانية حزب المحافظين وانتخب نائب عضو برلمان النرويج ‏ عن دائرة Market towns of Sør-Trøndelag and Nord-Trøndelag counties ‏ وقد انضم خلال فترته النيابية ‏ (1928 – 1930) للكتلة البرلمانية حزب المحافظين وانتخب عضو برلمان النرويج ‏ عن دائرة Market towns of Sør-Trøndelag and Nord-Trøndelag counties ‏ وقد انضم خلال فترته النيابية ‏ (1931 – 1933) للكتلة البرلمانية حزب المحافظين.